# Anthony Mundine
Anthony Mundine est un boxeur australien et ancien rugbyman à XIII né le 21 mai 1975 à Newton en Australie.

## Carrière de boxeur
Passé professionnel le 3 juillet 2000, il devient champion d'Australie des poids super-moyens dès son 5e combat en février 2001. Après 10 victoires, il affronte Sven Ottke pour le titre de champion du monde IBF de la catégorie le 1er décembre 2001. En tête sur les cartes des juges après 9 rounds, il est mis KO par une droite du champion.
Le 3 septembre 2003, il remporte le titre vacant de champion du monde WBA régulier, en battant Antwun Echols. Il le perd le 5 mai 2004 en étant battu aux points par Manny Siaca sur décision partagée des juges et échoue à le reconquérir le 8 juin 2005 en étant cette fois battu par Mikkel Kessler.
Le 7 mars 2007, il met KO Sam Soliman en 9 rounds après l'avoir fait chuter à 3 reprises pour reconquérir cette ceinture,. Il la défend à 4 reprises puis passe en poids moyens en 2009. Il y remporte le titre mineur IBO en battant par décision partagée Daniel Geale le 27 mai 2009.
En 2011, il descend d'une catégorie de poids pour passer en super-welters et bat Rigoberto Alvarez par décision unanime pour le titre de champion du monde WBA par intérim. Le 30 janvier 2013, il échoue néanmoins à battre Daniel Geale pour le titre de champion du monde IBF des poids moyens.
Le 27 novembre 2013, il fait face à Shane Mosley, ancien multiple champion du monde. Après 6 rounds, Mundine est en tête sur les cartes des juges. Dans son coin, Mosley se plaint alors de fortes douleurs au dos. Prêt à reprendre pour la 7e reprise, l'arbitre le convainc de ne pas continuer : Mundine l'emporte par KO technique. Il combat à 3 reprises en 2014 pour 2 victoires et une défaite aux points contre Joshua Clottey après avoir été envoyé à terre 5 fois.

## Télévision
En 2002, il participe à Celebrity Big Brother en Australie. Il entre dans la maison le soir du lancement, et est éliminé le 9e jour. 
En 2018, il participe à I'm a Celebrity… Get Me Out of Here! saison 4 en Australie. Il entre dans la jungle le 2e jour, et décide d'abandonner le 12e.

## Controverse
Il est ouvertement homophobe, et considère que les homosexuels devraient être mis à mort.